# Josef Arnošt Bergman
Josef Arnošt Bergman (17. srpna 1798 Zápudov – 6. dubna 1877 Coriscana) byl česko-americký evangelický duchovní a činovník abstinenčního hnutí. Podnítil řadu dalších Čechů k emigraci do Ameriky.

## Životopis
Narodil se v obci Zápudov poblíž Mladé Boleslavi, rodičům Josefu Bergmanovi a Kateřině Bargmanové rozené Šindelářové. Snad aby se vyhnul konfliktům s otcem, brzy opustil jméno Josef a po zbytek života používal jméno Arnošt nebo Ernst. Nejdříve se připravoval na katolické kněžství v Litomyšli. Během studií vstoupil do piaristického řádu, ale roku 1827 katolickou církev opustil a začal studovat na protestantské teologické fakultě v pruském Breslau. V roce 1830 byl vysvěcen na kněze. Jeho prvním působištěm bylo Stroužné. Dne 15. prosince 1833 se oženil s Annou Marií Berndt, s níž měl šest dětí. 
V roce 1849 oznámil svůj záměr odejít do Spojených států. Rodina se nalodila na loď Alexander v Hamburku 20. prosince 1849 a do Galvestonu dorazila 2. března 1850. Pobřežními a říčními parníky jeli do San Felipe a pak volským povozem do Cat Spring v Texasu. Němečtí kolonisté si Bergmanna najali jako učitele a kazatele. Kázal jim na velikonoční bohoslužbě v Cat Spring v březnu 1850. Bergman si zde zakoupil pozemek, který se dnes nazývá Kollattschny Cemetery, kde vyučoval a kázal v malém srubu. Pátá Bergmannova dcera se narodila a zemřela v roce 1853 a jeho dvě dcery zemřely na žlutou zimnici v roce 1855 nebo 1856. 
Bergman napsal do Stroužné, krátce po svém příjezdu v roce 1850, dlouhý dopis. V tomto dopise vyprávěl o svobodě, kterou v Texasu nalezl, o velkém množství půdy, která byla k dispozici za nízké ceny, a o tom, jak si již pořídil mnoho kuřat, prasat, krav a koně. Jeho dopis byl nakonec zveřejněn v Moravských novinách a lidé na Moravě začali diskutovat o plánech, jak následovat rodinu Bergmanových do Texasu. Skupiny českých rodin přišly v letech 1852, 1853 a 1854, čímž začaly vlny migrace českých a moravských obyvatel do Texasu. Bergman, kterého mnozí čeští přistěhovalci a jejich potomci považují za důvod své emigrace do Texasu, byl otcem Čechů v Texasu. Byl všestranně vzdělaný, ovládal němčinu, latinu, polštinu a angličtinu. Hrál na flétnu i housle, dirigoval pěvecký sbor. Zmiňuje jej Alois Jirásek v románu U nás. 
Bergman kázal a učil ve škole v Cat Spring až do roku 1871, kdy se přestěhoval do Corsicany, aby byl blíž svým dcerám, které se provdaly za Němce a přestěhovaly se kvůli železnici. Večer 6. dubna 1877 řekl své ženě, že zemře, a požádal ji, aby přinesla jeho Bibli, shromáždila rodinu a zapálila lampu. Zemřel tiše o půlnoci a byl pohřben na hřbitově Oakwood v Corsicana. Jeho žena zemřela 14. září 1888 v Hempsteadu a byla pohřbena vedle svého manžela.